# Corrupción urbanística en España
La corrupción urbanística en España se refiere a los casos de abuso de poder en cargos públicos vinculados a la especulación inmobiliaria y al incumplimiento de las normativas urbanísticas y medioambientales con el objeto de obtener un enriquecimiento ilícito.
Las causas son varias y diversas pero generalmente incluyen financiación por parte de los ayuntamientos y partidos políticos.[cita requerida] Este tipo de corrupción ha tenido una gran incidencia durante los años de la burbuja inmobiliaria en España, previa a la crisis económica de 2008.

## Legislación

### Competencias urbanísticas
Las competencias urbanísticas en España se establecen en el artículo 148 de la Constitución Española:

... permite a las comunidades autónomas asumir competencias en materia de ordenación de territorio, salvando los derechos estatales dictaminados en el artículo 146 de la constitución Española.
Las comunidades Autónomas podrán asumir competencias en las siguientes materias:
- Ordenación del territorio, urbanismo y viviendas.
- Las obras públicas de interés de la Comunidad Autónoma en su propio territorio.

### Intentos de cambio en la Ley de Suelo
La Sentencia 61/1997 del Tribunal Constitucional modificó el régimen de competencias en materia de urbanismo en España, lo que produjo su asunción por parte de las comunidades autónomas. El Tribunal Constitucional, en sentencia del 20 de marzo de 1997, derogó casi en su totalidad la ley de 1990/92. Los recursos presentados por varias comunidades autónomas se basaban en que la ley invadía sus competencias sobre ordenación del territorio.
La responsabilidad sobre el urbanismo recayó sobre las comunidades autónomas, que generaron nuevos planes urbanísticos en su territorio. El gobierno central, sin potestades urbanísticas, desde entonces solo legisla en materia de valoraciones para mantener la igualdad ante la ley de la ciudadanía.[cita requerida]
Esta descentralización buscaba una mayor eficacia en la prestación de dichos servicios a través de la cercanía entre la administración y los ciudadanos. Sin embargo ha planteado desafíos en cuanto a la financiación que, según el criterio de diversos colectivos, no han sido bien resueltos. Como los ayuntamientos tienen una gran cantidad de gastos, en lugar de recaudar impuestos directos el gobierno central ideó otra forma de recaudar impuestos indirectos con la potestad de decidir cuál suelo es urbanizable y cuál no. La financiación a partir de esta recalificación de suelo aumentó la presión fiscal de manera heterogénea e hizo cargar con el mayor peso de la financiación municipal a familias con hipotecas a treinta y cuarenta años.[cita requerida]
La diferencia de precio entre un tipo de suelo y otro puede ser de hasta veinte veces o más. Con la Ley del Suelo los promotores y constructores pagaban a los ayuntamientos cuantiosas sumas por obtener la calificación de "suelo urbanizable" cuyos costos terminaron trasladándose a los compradores de viviendas, en una especie impuesto encubierto incluido en el precio de la vivienda.
Como consecuencia, al igual que un ayuntamiento recibe enormes sumas de dinero de los promotores y constructores para poder pagar los servicios municipales que presta (transporte público, polideportivos, limpieza de calles, etcétera), también los políticos que gobiernan esos ayuntamientos son susceptibles de cobrar a título personal, fenómeno que constituye el núcleo de lo que se conoce como corrupción urbanística.
La ONG Transparencia Internacional en su informe del año 2006 señaló: «el ámbito donde la corrupción es más elevada es el del nivel local de Gobierno, sobre todo "en la costa (...) o en las inmediaciones de las grandes ciudades"». La causa de este fenómeno, según Transparencia Internacional, hay que buscarla en «la calificación del suelo urbano», lo que ha provocado que España sea el país de la OCDE «donde el precio de la vivienda ha subido más en los últimos años».
Esta situación fue también denunciada en el Parlamento Europeo en 2009 por el Informe Auken (elaborado por la eurodiputada verde danesa Magrete Auken) tras cinco años de estudios con la colaboración de plataformas y ciudadanos españoles. Este informe no vinculante pedía, entre otras cosas, «a las autoridades regionales competentes que declaren una moratoria de todos los planes urbanísticos nuevos que no respetan los criterios rigurosos de sostenibilidad medioambiental y responsabilidad social», recordaba «que la Comisión [...] está facultada a interrumpir la provisión de fondos estructurales» y «de cohesión» y criticaba «los poderes con frecuencia excesivos otorgados a los urbanistas y promotores inmobiliarios por parte de determinadas autoridades locales». La aprobación del Europarlamento se llevó a cabo a pesar de la campaña de los partidos mayoritarios españoles PP y PSOE en su contra.

## Casos denunciados
Actualmente se investigan judicialmente los siguientes casos de corrupción urbanística.

### Andalucía

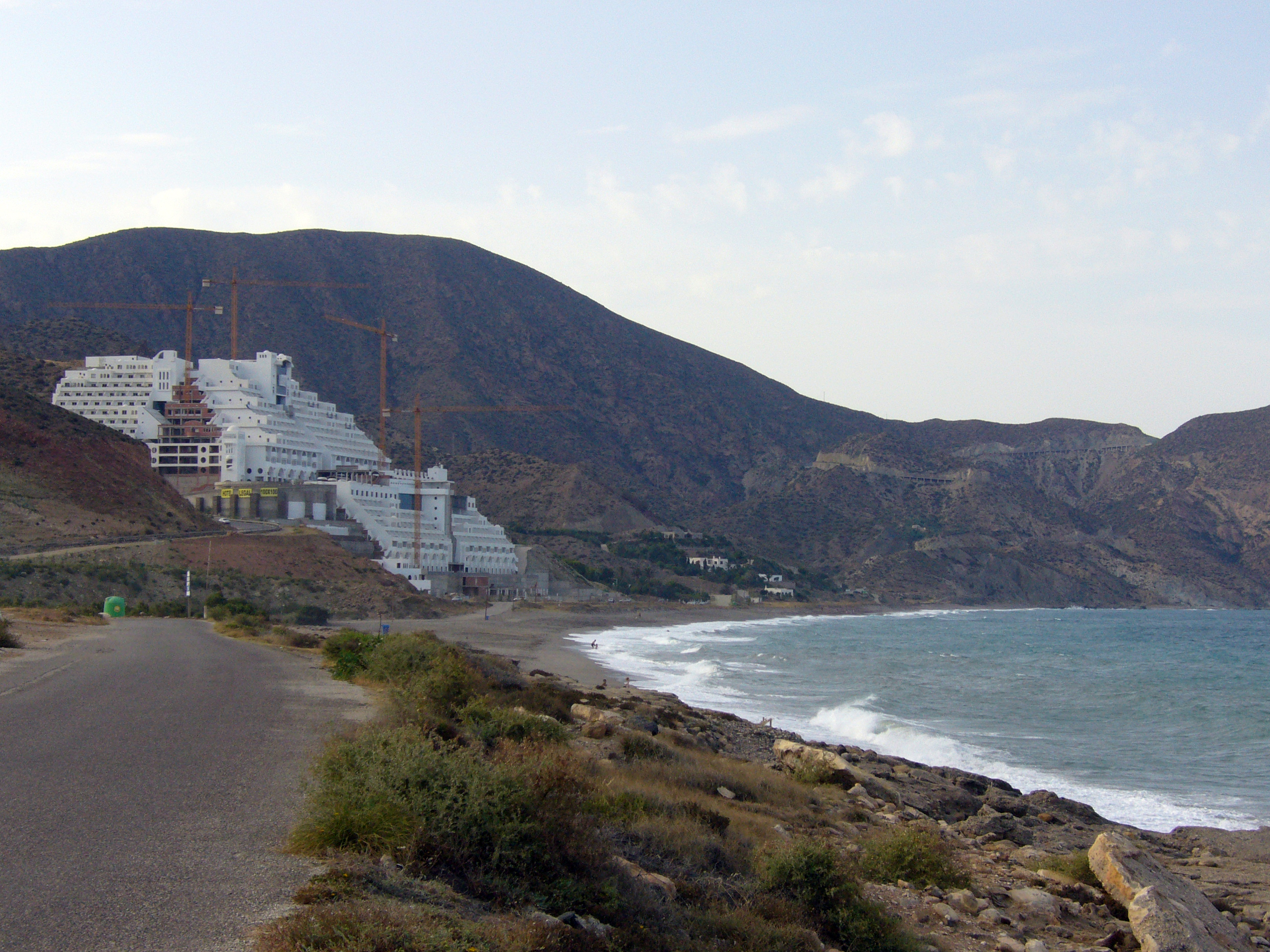
Hotel El Algarrobico (Almería).

#### Provincia de Almería
- Carboneras: El 10 de mayo de 2007 el presidente de la Junta de Andalucía, Manuel Chaves, comunicó la compra de los terrenos sobre los que se asienta el hotel El Algarrobico y sus adyacentes con el fin de restaurar la playa del Algarrobico para devolverla a su estado original. El hotel era el primero de un complejo proyectado de ocho hoteles, 1500 apartamentos y un campo de golf. Su construcción se inició gracias a una licencia de obras otorgada por el Ayuntamiento de Carboneras, sobre la base de una modificación municipal que convirtió en urbanizable una playa virgen situada a cuatro kilómetros del casco urbano.[10] En junio de 2012, el Tribunal Superior de Justicia de Andalucía, restableció la zona como Suelo Rústico de Especial Protección, denegando la clasificación de suelo urbanizable otorgada por la Junta.[11]

- Cuevas del Almanzora: En la pedanía de Villaricos, Ecologistas en Acción y la Plataforma Salvemos Villaricos denunciaron la construcción de viviendas a 10 metros de la línea de costa. En dicho solar se encontraron también restos arqueologícos de la época visigótica.[12]

- Ohanes: Juan Antonio Sierra PSOE fue imputado en 2009 por presuntos delitos de prevaricación y cohecho. Se publicó un vídeo, según él, un montaje, en el que aparecía recibiendo dinero de un promotor a cambio de la licencia de primera ocupación de una promoción de viviendas.[13][14]

- Sorbas: En el año 2008, el juez imputó al alcalde de Sorbas y representante del PP en la Diputación Provincial, por dos delitos de prevaricación urbanística, al permitir la ejecución de ocho viviendas en suelo no urbanizable, enfrentándose a una pena de dos años y medio de prisión.[15] En el año 2012, el juicio fue aplazado, por no haberse notificado el señalamiento de un imputado.[16]

- Zurgena: Concejales del Ayuntamiento de Zurgena (Almería) serán llamados a declarar por el Juzgado de Huércal Overa, a petición de la Fiscalía, como presuntos autores de delitos de prevaricación y contra la ordenación del territorio, por conceder licencia de obras a 1300 chalés en zonas no urbanizable. El presidente del Círculo de Empresas Andaluzas de la Construcción, Consultoría y Obra Pública, Ceacop, Tomás Zurano, también presidente del grupo inmobiliario 'Dizu' y que integró el Comité de Expertos para la redacción del programa electoral del PSOE de Almería en las pasadas elecciones autonómicas, es una de las seis personas detenidas por su presunta implicación en la trama urbanística de Zurgena (Almería).[17] El alcalde de Zurgena Cándido Trabalón, fue detenido por la Guardia Civil en una operación coordinada con el Fiscal de Medio Ambiente de Almería que investiga desde hace más de un año diferentes delitos de prevaricación, cohecho y contra la ordenación del territorio. También fue detenido el concejal de Urbanismo, Manuel Tijeras, también del Partido Andalucista, el arquitecto municipal Carlos Berbel, además del arquitecto técnico y un constructor de la comarca de la Almanzora.[18]

#### Provincia de Cádiz
- Cádiz: En noviembre de 2014, el Juzgado N.º 1 de Cádiz admitió la denuncia por el llamado caso Matadero, por la existencia de un posible tráfico de influencias en la adjudicación de las 102 viviendas sociales del Matadero de Cádiz, imputando por tales hechos a las concejalas del PP Mercedes Colombo y Carmen Sánchez.[19] En mayo de 2015, técnicos del Ayuntamiento de Cádiz aseguraron que un virus informático había robado todos los datos existentes de dicho procedimiento administrativo.[20][21]

- Chiclana de la Frontera: En la operación policial Obra Nueva desarrollada en el año 2006, agentes de la Guardia Civil desmantelaron un entramado formado por técnicos del Ayuntamiento y agentes inmobiliarios. Los autores de la trama se acercaban a los propietarios de parcelas de zonas como El Marquesado, el Pinar de los Franceses o Los Gallos (parajes urbanos no consolidados) y se ofrecían a gestionar la venta del terreno. Para ello, el propietario les entregaba un poder notarial que les daba vía libre para actuar. Así, dividían la finca en parcelas y emitían un certificado garantizando la existencia de varias viviendas que en realidad no existían, aunque en los documentos figuraba que tenían más de cuatro años de antigüedad. De este modo conseguirían eludir responsabilidades penales o económicas, puesto que el delito había prescrito. El arquitecto imputado, había ya sido condenado por el mismo delito con anterioridad.[22] En julio de 2007, una nueva operación policial en el marco de la Operación Obra Nueva produjo la detención de 24 personas más relacionadas con dicha trama de corrupción urbanística.[23] Posteriormente, en 2012 más de 40 personas fueron imputadas en este municipio en otra trama de corrupción urbanística por los delitos de falsedad documental, contra la ordenación del territorio, estafa y organización criminal.[24]

- Grazalema:[25][26][27]

- Los Barrios: En enero de 2012 fue imputado por delito urbanístico el alcalde de Los Barrios Jorge Romero, y cuatro de sus ediles por un presunto delito urbanístico cometido en el año 2006.[28] Se da la circunstancia de que fue condenado también a dos años de inhabilitación por un delito contra los derechos cívicos al ocultar información a la oposición.[29][30]

- El Puerto de Santa María: El juzgado N.º 3 del municipio del Puerto de Santa María ordenó las detenciones de cinco imputados por un presunto caso de corrupción urbanística en el municipio. Entre los detenidos figuran el exconcejal de Urbanismo Juan Carlos Rodríguez (del grupo Independientes Portuenses) y el actual jefe del servicio de licencias urbanísticas del Ayuntamiento, Fernando Jiménez Fornell.[31] Fueron condenados a ocho años de inhabilitación en el año 2009, por el derribo de un edificio protegido del siglo XVII, mientras que los promotores, padre e hijo, fueron condenados a año y medio de cárcel.[32]

- Rota: En marzo de 2015, la alcaldesa de esta localidad, Eva Corrales (PP) fue de nuevo imputada por un caso de corrupción urbanística. En esta ocasión, según el informe de la Guardia Civil, se les acusaba de prevaricación, fraude y presunto cohecho en la permuta ilegal de una parcela a una empresa a la que se le adjudicó la construcción de un aparcamiento, lo que suponía una pérdida para el consistorio de 1.3 millones de euros.[33][34]

#### Provincia de Málaga
- Alcaucín: La Guardia Civil detuvo el 28 de febrero de 2009 a 13 personas en una operación contra la corrupción urbanística que se está desarrollando en las provincias andaluzas de Málaga y Huelva.[35] El alcalde de la localidad malagueña de Alcaucín, el socialista José Manuel Martín Alba, se encuentra entre los arrestados. Además, entre los detenidos estaban dos hijas del alcalde y José Mora, jefe del servicio de arquitectura municipal de la Diputación de Málaga, dos arquitectos, empresarios dedicados a la promoción y construcción de viviendas y un intermediario. A los detenidos se les imputó por parte de la Fiscalía, entre otros, varios delitos de cohecho, blanqueo de capitales, tráfico de influencias, prevaricación, falsedad documental, contra la ordenación del territorio y estafa, según la información facilitada por la Guardia Civil. La 'operación Arcos' continúa abierta, por lo que no se descartan nuevas detenciones. La investigación, en la que colaboró activamente el SEPRONA de la Guardia Civil de Málaga, ha permitido desarticular una importante trama organizada dedicada a la promoción, construcción y posterior comercialización de urbanizaciones y de viviendas aisladas, principalmente a extranjeros, sobre suelo no urbanizable en la sierra malagueña de la Axarquía.

- Alhaurín el Grande: En la llamada Operación Troya, el alcalde Juan Martín Serón, y el concejal de urbanismo, ambos del PP, fueron detenidos bajo los cargos de cohecho y prevaricación. La juez decretó prisión eludible bajo fianza de 100000 euros. Otras 18 personas, en su mayoría empresarios de la construcción, han sido detenidas bajo la imputación inicial el delito de cohecho.[36] Por tales hechos, el alcalde de Alhaurín fue condenado a un año de inhabilitación para cargo público.[37]

- Almáchar: El juez imputó al presidente de la Diputación, y anterior alcalde de Almachar, el delito de prevaricación omisiva, al permitir la construcción de viviendas en suelo no urbanizable. Están imputados en la causa, además de Fernández España, un extécnico municipal del Ayuntamiento de Almáchar y otras tres personas, todas ellas por acción u omisión en la edificación de varias viviendas unifamiliares en suelo no urbanizable entre 2003 y 2007.[38]

- Casares: El exalcalde de este municipio fue detenido en mayo de 2012, en relación con una trama de corrupción urbanística.[39] La siguiente alcaldesa, Antonia Moreno de IU, fue también imputada un año después junto con otras cuatro personas en una pieza separada del caso de presunta corrupción urbanística por el que juzgaba al alcalde. La operación policial, desarrollada por agentes de la Guardia Civil y de la Policía Nacional en mayo de 2012, permitió destapar una supuesta trama de blanqueo de capitales y corrupción urbanística, que estaría relacionada con organizaciones criminales.[40]

- Estepona: El exalcalde, Antonio Barrientos (PSOE), tuvo que dar marcha atrás a un convenio urbanístico para aumentar la edificabilidad del campo Atalaya Golf para construir 135 viviendas, en una operación vinculada a Emilio Rodríguez Bugallo, imputado en el caso Malaya. Barrientos tuvo que rectificar en varias ocasiones por operaciones sospechosas.[38]

- Marbella: En octubre de 2013, más de 40 personas fueron condenadas en el marco de la Operación Malaya a diversas penas de cárcel en un macro-proceso que se inició en el año 2006. Juan Antonio Roca, cerebro de la trama amasó un patrimonio irregular de más de 100 millones de euros.[41] El mismo Roca reconoció en el juicio que recibió los pagos de los empresarios y que repartió una parte de esas mordidas entre los ediles para “mantener la cohesión” del gobierno tripartito del Grupo Independiente Liberal (GIL), el PSOE y el Partido Andalucista que derrocó en agosto de 2003 al exalcalde Julián Muñoz, en una moción de censura. Dicho municipio fue descrito por el Ministerio Fiscal como "la corrupción generalizada".[42][43][44]

- Mijas: Se dieron casos de corrupción, tanto en la concesión del Hipódromo,[45].[46]

#### Provincia de Granada
- Armilla: El exalcalde, José Antonio Morales Cara, y el exedil de urbanismo de dicho municipio, fueron condenados a seis meses de prisión y siete años de inhabilitación por un delito de prevaricación urbanística referido con la construcción de un centro comercial en el término municipal de dicho municipio.[47]
- Alhendín: En Febero de 2025, dimitió el Alcalde de la citada localidad, imputado dentro del Caso Marchelo. [48]
- Granada: En abril de 2016, en el marco de la Operación Nazarí, fue imputado el alcalde de Granada, José Torres Hurtado, alcalde de la ciudad desde el año 2003, así como la cúpula de la Gerencia de Urbanismo de dicha localidad.[49][50] El alcalde granadino fue investigado por la Policía tras una petición de la sección de Urbanismo y Medio Ambiente de la Fiscalía de Granada al existir indicios penales contra él y dos concejales por presuntas irregularidades urbanísticas en el pabellón Mulhacén. La Fiscalía estimó que el Ayuntamiento fue alterando un concurso-licitación de una parcela de uso deportivo para favorecer al empresario Roberto García Arrabal. Según la denuncia, el primer edil podía haber cometido delitos de prevaricación urbanística y tráfico de influencias.[51]

- Ogíjares: El exdiputado del PP José Luis del Ojo ha sido condenado a una pena de siete años de inhabilitación por un delito de prevaricación en la contratación, siendo concejal de Urbanismo en el Ayuntamiento de dicho municipio, de varias obras municipales de manera supuestamente irregular a sabiendas de la ilegalidad del procedimiento utilizado.[52][53]

#### Provincia de Sevilla
- Burguillos: El exalcalde de Burguillos José Juan López (PSOE) ha sido condenado por un delito contra la ordenación del territorio. El exalcalde aún tiene tres causas pendientes en fase de instrucción: una denuncia sobre blanqueo de capitales y coacciones a propietarios de terrenos, otra por construir 53 viviendas en zonas verdes y de colegios y otra por la construcción de naves industriales en terrenos no urbanizables.[54]

- Guillena: Justo Padilla (PSOE) está imputado en un presunto delito contra la ordenación del territorio por permitir construir una serie de naves industriales en un suelo reservado para zona verde y suelo no urbano, junto al polígono industrial El Cerro.[55]

### Aragón

#### Provincia de Zaragoza
- Zaragoza: El teniente de alcalde de Zaragoza, así como varios exconsejeros del Gobierno de Aragón, como Carlos Escó, exviceconsejero de obras públicas (ya imputado en otro proceso del mismo caso); los exconsejeros socialistas del Gobierno de Aragón Alberto Larraz y María Teresa Verde. Completan la lista el empresario Fernando Casasnovas; José Luis Rodrigo, que fue representante de Ibercaja en el Consejo de Administración; José Luis Abad Martínez, exconsejero delegado de la Sociedad Pública Zaragoza Alta Velocidad; y Agustín García Inda, secretario general técnico de Educación.[56]

- La Muela: El Gobierno de Aragón ha decidido recurrir ante los tribunales un plan para edificar 2340 viviendas, que forman parte de un proyecto aún mayor que ha quedado paralizado. El 18 de marzo de 2009, la alcaldesa de La Muela (Zaragoza), María Victoria Pinilla, del PAR, y otras 17 personas, entre las que se encuentra su marido, fueron detenidas por su presunta implicación en un delito de corrupción urbanística, llevada a cabo por orden del juzgado de instrucción de La Almunia de Doña Godina (Zaragoza), que abrió este caso a raíz de una denuncia particular.[57][58] En este tiempo, el juez que instruye el caso ha llegado a imputar a 43 personas, entre ellas la exalcaldesa de esta localidad María Victoria Pinilla, su marido y dos de sus hijos.[59]

### Baleares
- Lluchmayor: El exalcalde Lluc Tomàs y ex-Policía Nacional, Joaquín Rabasco son condenados por el Tribunal Supremo por malversación de fondos públicos y alzamiento de bienes.[60]

- Palma Arena: El pabellón polideportivo de Palma Arena sufrió un desfase presupuestario de más de 60 millones de euros (de 48 a 110 millones de euros),[61] por lo que la Fiscalía Anticorrupción sostiene su principal acusación en el caso Palma Arena, la de la malversación de caudales públicos, basándose en el peritaje técnico elaborado a petición del juez José Castro por los actuales responsables del Consorcio para la Construcción del velódromo palmesano.[62]

- Pollensa: En febrero de 2018, la Fiscalía Anticorrupción presentó denuncia contra el alcalde del Municipio, Miguel Ángel March, por presuntas infracciones en la tramitación de expedientes de disciplina urbanística en el municipio.[63]

- Caso Can Domenge: 25 de julio de 2013. La expresidenta del Consejo Insular de Mallorca María Antònia Munar está condenada a 6 años de cárcel en una sentencia pendiente de revisión por el Tribunal Supremo.[64]

### Canarias
Como dato destacable, hay que señalar que Lanzarote es el lugar con mayor cantidad de imputados por corrupción urbanística de España, con cerca de un imputado por cada 700 personas, y 22 complejos turísticos ilegales.
- Arrecife: En mayo de 2009, fueron detenidas nueve personas tras el registro del Ayuntamiento de la citada localidad, en el marco del caso Unión. Supuestamente, se intentaba amañar el Plan de Ordenación Municipal para favorecer los intereses de determinados constructores.[65] Por tales hechos fue imputado el alcalde, Enrique Pérez Parrilla (PSOE).[66] En abril de 2010, fue también detenida la exalcaldesa del municipio, María Isabel Deniz, de Coalición Canaria, así como el exconsejero del Cabildo de Tenerife Miguel Ángel Leal (PSOE) por corrupción urbanística, acusados de delitos de cohecho, tráfico de influencias y actividades prohibidas a funcionarios públicos.[67]

- Firgas: El alcalde, Francisco Ponce, fue condenado en 2002 a nueve años de inhabilitación por un caso de prevaricación, estando pendiente en otro caso por irregularidades en la concesión de tres licencias urbanísticas.[68]

- Telde: En el año 2006 se destapó una presunta trama de financiación ilegal del PP, entonces en la Alcaldía, a través del trato de favor a ciertas empresas de construcción amigas y de la que se beneficiaron presuntamente el alcalde Francisco Valido y los concejales Toñi Torres, Carmelo Oliva y María del Carmen Castellano, además de numerosos técnicos municipales.[69]

- Santa Cruz de Tenerife: En 2007, Miguel Zerolo, alcalde de Santa Cruz de Tenerife, fue imputado formalmente por el Tribunal Superior de Justicia de Canarias (TSJC) de los delitos de prevaricación y malversación de fondos públicos por la expropiación, recalificación y posterior venta de los terrenos en torno a la playa de las Teresitas. El Tribunal Supremo anuló en mayo de 2007 la compraventa de los terrenos aledaños a la playa de Las Teresitas por ser «contraria al ordenamiento jurídico». La Intervención General de la Administración del Estado en un informe calificó esta operación como «pelotazo de libro».[70] Asimismo, el alcalde Miguel Zerolo junto con el primer teniente de alcalde, fue condenado en julio de 2014, a ocho años de inhabilitación para cargo público por la prevaricación en la adjudicación irregular de unas obras en un edificio municipal.[71]

### Cantabria
- Cantabria: Dentro de la investigación de la trama Pokemón, la Sala Civil y Penal del Tribunal Superior de Justicia de Cantabria (TSJC) resolvió en diciembre de 2014 elevar al Supremo la causa que pesa sobre el presidente Ignacio Diego en una de las variantes del caso Pokémon. Tras una deliberación, el TSJC deliberó que es competencia del Tribunal Supremo al tratarse de hechos cometidos fuera de Cantabria, y tratarse de dos diputados aforados. El caso, que se juzgará en el Supremo, implica a Ignacio Diego y a Francisco Javier Rodríguez Argüeso, consejero de Obras Públicas y Vivienda. En agosto de 2010, cuando ambos eran parlamentarios en la oposición, pasaron un fin de semana en el balneario de Las Caldas, cuya estancia fue abonada por la empresa Aquagest, concesionaria del servicio de agua en Astillero, según ha aclarado el informe policial.[72]

- Arnuero: Una sentencia del Tribunal Superior exige la demolición de la urbanización El Encinar, construida sobre suelo no urbanizable, según denunció el grupo ecologista Arca (Asociación para la Defensa de los Recursos Naturales de Cantabria). Quien era alcalde cuando se empezó a construir la urbanización, José Luis Rey Villa (Unión para el Progreso de Cantabria), fue condenado a 14 años de inhabilitación por otro caso urbanístico.[73]

- Castro Urdiales: A mediados de enero de 2010 el juez imputó a un total de 32 personas, entre concejales, funcionarios, empresarios y técnicos, por presuntos delitos de prevaricación administrativa y urbanística, falsedad documental, estafa y delito contra la ordenación del territorio.[74] En mayo de 2015, la Audiencia Provincial ratificó la imputación de los candidatos a la Alcaldía de Castro Urdiales y de Laredo, Daniel Rivas y Juan Ramón López Revuelta, respectivamente. En dicho juicio hay un total de 48 encausados —23 políticos, trece promotores y constructores, ocho funcionarios, tres técnicos y un notario— por el desarrollo urbanístico "irregular" de esta zona de Castro Urdiales. Entre los años 2002 y 2004, el Pleno municipal modificó el Plan General de Ordenación Urbana para recalificar "fraudulentamente" más de 300 000 metros cuadrados de suelo no urbanizable. Entre el casi medio centenar de imputados también figuran los exalcaldes Fernando Muguruza (tránsfuga del Partido Regionalista de Cantabria) y Rufino Díaz Helguera, que es candidato por Acuerdo por Castro.[75]

- Piélagos: A finales de febrero de 2011, el Juzgado de lo Penal N.º 2 de Santander ha condenado al alcalde a prisión e inhabilitación por un delito continuado de prevaricación urbanística, cuya consecuencia ha sido la orden de demolición de casi 400 viviendas en cinco urbanizaciones de Liencres y el Alto del Cuco.[76]

### Castilla-La Mancha

#### Provincia de Albacete
- Chinchilla de Montearagón. Izquierda Unida y Ecologistas en Acción denunciaron la urbanización a realizar en el término municipal de Chinchilla, y conocida como La Losilla, de más de 2000 viviendas con campo de golf, por considerarla una modificación encubierta del Plan de Ordenación Municipal de Albacete.[77] Asimismo, Ecologistas en Acción presentó denuncia ante la Fiscalía del Tribunal Superior de Justicia de Castilla-La Mancha, por haber concedido licencias de edificación sin carecer de los correspondientes permisos para el abastecimiento de agua potable.[78]

- Alcalá del Júcar: En octubre de 2014, la alcaldesa de la citada localidad declaró como imputada ante la Guardia Civil, por el delito de prevaricación en la concesión de unas licencias de obra en el citado municipio.[79]

- Albacete: Los tribunales anularon, a raíz del Contencioso Administrativo interpuesto por Izquierda Unida, los presupuestos del año 2006, al no destinarse el dinero generado por los convenios urbanísticos a su fin de comprar suelo para ejecutar vivienda protegida.[80] En abril de 2012, treinta y siete trabajadores del Ayuntamiento de Albacete fueron condenados en sentencia ratificada en el TSJ de Castilla-La Mancha, a devolver honorarios injustamente cobrados y que ascendían a más de 300 000 euros.[81]

- Elche de la Sierra: La alcaldesa socialista Carmen Ruiz Escudero, y su teniente de alcalde, Juan Carlos Belmonte Merenciano, con registro de entrada en el Ayuntamiento el pasado 14 de noviembre de 2008, presentaron su dimisión, tras ser imputados por las diligencias abiertas por el Juzgado de Instrucción N.º 2 de Hellín por prevaricación urbanística continuada en el municipio. Pero por aclamación de sus propios vecinos y porque habían sido elegidos por la mayoría del municipio continuaron en sus cargos el resto de la legislatura. El 28 de noviembre de 2014, el Juzgado de lo Penal N.º 2 de Albacete, absolvió de todos los cargos tanto a Carmen Ruiz como a Juan Carlos Belmonte, junto a ellos, los otros dos acusados en el caso, el anterior alcalde, Domingo del Val y el concejal José Fernández. El caso de estos cuatro cargos públicos, nada tuvo que ver con corrupción, sino con una operación política urdida por el propio Partido Popular con gente dentro del ayuntamiento. El propio PP y su denunciante, Cayetano Guerrero, retiraron la denuncia.[82][83]

- Munera: En diciembre del año 2011, la exalcaldesa de este municipio, L.M. fue condenada a siete años de inhabilitación por el delito de prevaricación en la adjudicación de una obra de alumbrado público.[84]

- Villarrobledo: El alcalde de Villarrobledo y presidente de la Diputación provincial, Pedro Antonio Ruiz Santos, junto con los once concejales del PSOE en el consistorio roblense fueron acusados por el juez del Juzgado de Instrucción N.º 2 de Villarrobledo por la aprobación en pleno municipal del acuerdo marco 2007-2011 que incluía un incremento retributivo para los funcionarios «por encima de lo que permite la Ley de Presupuestos Generales del Estado, el 2%». El alcalde tiene pendientes 14 procesos judiciales, todos por actuar en contra del personal laboral, y los más significativos con «dos por acoso laboral y uno por la subida de sueldo del 31% a cerca de 12 empleados del organismo autónomo Miguel de Cervantes».[85]

#### Provincia de Toledo
- Carranque: En el año 2007, el alcalde socialista de esta localidad, Alejandro Pompa Mingo, fue imputado por los delitos de prevaricación, tráfico de influencias y negociaciones prohibidas a funcionarios. Se denunció a estas personas por «permutar parcelas propiedad del Ayuntamiento por otra rústica, de precio inferior», concretamente, una ubicada junto al cementerio de la localidad, cuyos terrenos no son urbanizables.[86] En el año 2011, la lista de imputados se incrementó, incluyendo a los cinco concejales de su grupo, por las presuntas irregularidades en el PAU Campo de Golf.[87][88]

- Chozas de Canales: El exalcalde de Chozas de Canales (Toledo), Ignacio Pitaluga, del PSOE, y otros cinco concejales de la anterior corporación, entre ellos una tránsfuga del P, fueron acusados por dos presuntos delitos de prevaricación, uno de tipo urbanístico y otro de índole administrativa. Los seis encausados estaban acusados, tras la querella presentada por el siguiente alcalde, Julián Agudo (PP), de tratar de legalizar en 2009 mediante un acuerdo plenario una urbanización, la denominada Z-9, a pesar de haber sido anulada previamente por el Tribunal Superior de Justicia, para lo cual se sirvieron del voto de una tránsfuga del PP, a la que luego le aprobaron un sueldo.[89][90] Por tales hechos, el exalcalde Ignacio Pitaluga fue condenado en enero de 2014 a un año y seis meses de inhabilitación para cargo público.[91]

- Fuensalida: En noviembre de 2006, el Fiscal jefe de la Audiencia Provincial de Toledo, José Javier Polo, ordenó al Juzgado de Instrucción Decano de Torrijos la incoación de diligencias previas contra el alcalde de Fuensalida (Toledo), Víctor Fernández, por un supuesto delito de prevaricación, sobre la ordenación del territorio, malversación de caudales públicos y coacciones.[92][93][94]

- Ocaña: El 19 de septiembre de 2009, el juzgado de lo contencioso-administrativo número 1 de Toledo, declaró ilegal un Programa de Actuación Urbanizadora aprobado por el Ayuntamiento, tras recurso presentado por la Junta de Comunidades de Castilla-La Mancha. Se da la circunstancia de que existían informes desfavorables de la Secretaría municipal y en el propio acta de la sesión en la que se adoptó el acuerdo se reconoce el desaguisado.[95]

- Portillo: En abril de 2008, El alcalde de Portillo, Luis Gómez Rodríguez (PP), fue condenado a ocho años de inhabilitación para ejercer un cargo público por un delito contra la ordenación del territorio. Además, el juez de lo Penal número 1 de Toledo condenó por los mismos hechos a siete años de inhabilitación a cinco concejales del equipo de Gobierno de la anterior corporación. El caso arrancó el 23 de diciembre de 2003 cuando el pleno de la corporación de Portillo aprueba el PAU-UE 18 con la adjudicación de la ejecución y la aprobación de un convenio urbanístico, ya que el mismo contravenía la legislación urbanística vigente.[96]

- Seseña: El Juzgado número 4 de Illescas anunció la apertura de juicio oral contra el alcalde de Seseña, José Luis Martín, acusado junto a sus hijos de un delito de prevaricación y blanqueo de capitales. Desde el Ministerio Fiscal se pidió la pena de siete años de inhabilitación para cargo público, debido al delito de prevaricación, además de cuatro años de prisión y una multa de más de dos millones de euros por la pena de blanqueo.[97][98] Según la investigación, el citado alcalde habría amasado una fortuna de 2.4 millones de euros de resultas de las comisiones ilegales y sobornos recibidos.[99]

#### Provincia de Cuenca
- Cuenca: El presidente del Tribunal de Cuentas, Manuel Núñez Pérez, reveló que tanto el servicio jurídico del Estado como la Fiscalía de la institución "tienen conocimiento" de irregularidades en el Ayuntamiento de Cuenca entre los años 2004 y 2005, donde se había detectado falta de control urbanístico e insolvencia de las cuentas públicas. El caso se encuentra ya en la "sección de enjuiciamiento" del Tribunal a la espera de que puedan atribuirse responsabilidades penales y contables.[100]

- Puebla de Almenara: En diciembre de 2014 fue detenido el alcalde de la citada localidad, Luis Miguel Bustos, quedando en libertad con cargos y sin fianza tras prestar declaración en la operación Almenas, junto con otras ocho personas, entre ellas el Secretario del citado Ayuntamiento, en la que se investiga una empresa de contabilidad por un presunto fraude y con la que diversos consistorios de Cuenca contrataron servicios. Asimismo se requirió judicialmente información a los municipios de San Martín de Boniches, Villarrubio, Villagarcia del Llano, Villarta, Santa María del Val, Saelices, El Hito, Casas de Benítez, Almendros, Masegosa, Cañaveruelas, Mancomunidad de la Encomienda de Belvalle, con sede en el Ayuntamiento de Beteta, Lagunaseca, Castillo de Garcimuñoz, Villar del Humo, Valeras, Puebla del Salvador, Tragacete, La Almarcha, La Pesquera, Las Mesas, Zafrilla, Boniches, Paracuellos de la Vega, Alarcón, Tébar, Barajas de Melo, Beteta, Mariana, Villarta, Hontanaya, Villas de la Ventosa y Pozorrubielos de la Mancha.

- Sisante: Noticias Cuatro grabó un presunto soborno para conseguir la adjudicación de un polígono industrial en el municipio.

#### Provincia de Ciudad Real
- Fontanarejo: El alcalde de dicho municipio, Abraham Martín, dejó el cargo por mandato judicial al ser condenado a siete años de inhabilitación por prevaricación administrativa.[101][102]

- Puertollano: El juez del Juzgado número uno de Ciudad Real, imputó en octubre de 2014 al secretario del Ayuntamiento, la técnico municipal y dos arquitectos más por los delitos de tráfico de influencias y contra la administración de justicia en la adjudicación de las obras de remodelación de la plaza de toros de dicha localidad por los delitos de tráfico de influencias y contra la administración de justicia.[103]

### Castilla y León
- Castilla y León: En abril de 2015, la Agencia Tributaria denunció ante la Fiscalía Anticorrupción la existencia de una trama organizada que cobraba comisiones a cambio de agilizar la tramitación urbanísticas para diversos parques eólicos. Entre los beneficiarios de dichos pagos, que ascendían según dicho informe a más de 110 millones de euros, se encontraría el viceconsejero de Economía de la Junta de Castilla y León, D. Rafael Delgado Núñez.  Según dicho informe de la Agencia Tributaria, el rastro del dinero desde Suiza pasa a través de la empresa Tough Trade, fundada por Jesús Rodríguez Recio, amigo de Rafael Delgado, cuatro meses después de que este abandonara la viceconsejería. Esta empresa, relacionada con “proyectos de energía renovable”, canceló la hipoteca de una casa que Delgado tiene en Comillas (Cantabria), por un valor de 225 841 euros, y los 55 685 euros de la reforma de su chalet en Valladolid.

#### Provincia de Ávila
- Las Navas del Marqués: En el marco del caso de la Ciudad del Golf, el ayuntamiento de Las Navas del Marqués dio permiso para talar un pinar para construir un complejo de golf y chalés. Se trata de una zona crítica para la cigüeña negra.[104] Por tales hechos, el Fiscal imputó a cuatro altos cargos: el alcalde de Las Navas, Gerardo Pérez; el secretario municipal, Carlos de la Vega; el director de Medio Natural de la Junta de Castilla y León, Mariano Torre Antón, y el exdelegado de la Junta en Ávila, expresidente de la Comisión de urbanismo y exsenador Félix San Segundo, acusados de delito contra el medio ambiente y el territorio, prevaricación, falsedad, malversación y tráfico de influencias.[105] El alcalde fue absuelto en abril de 2014, continuando en Valladolid el juicio contra los altos cargos de la Junta.[106][107]

#### Provincia de Burgos
- Burgos: El Tribunal Superior de Justicia anula por segunda vez el Proyecto de Actuación del sector S-7 del Plan General de Ordenación Urbana de Burgos. Desarrollado por el Sistema de Concurrencia, no incluía el urbanizador propuesto ni tampoco la adjudicación del concurso para la selección del urbanizador.[108]

#### Provincia de Valladolid
- Arroyo de la Encomienda: el PSOE denuncia un pelotazo urbanístico, que se instruye en el Juzgado de Instrucción N.º 1 de Valladolid. La trama relaciona al alcalde de la localidad, José Manuel Méndez, y a una promotora gallega. El alcalde firmó con la representante de la promotora Mahia, María Iluminada Miguel, el cambio de uso de suelo industrial a suelo residencial para edificar 3410 viviendas en 335 000 metros cuadrados en el sector nueve del Plan de Ordenación Urbana aprobado en 2003.[109]

- Valladolid: El juez imputó en junio de 2012 al alcalde de Valladolid a raíz de los incrementos de edificabilidad realizados en el POM del año 2003.[110]

- Villalba de los Alcores: es un pequeño pueblo de no más de 500 habitantes, a 30 km de Valladolid. En un referéndum popular, los ciudadanos mostraron su rechazo a los planes de la empresa Desarrollos Naturales Siglo XXI de construir un hotel de cinco estrellas, campo de golf y equitación y coto de caza mayor en sus terrenos. El proyecto tenía el visto bueno de la corporación municipal (PSOE), aunque la presión popular obligó al alcalde, Emiliano Rico, a someterlo a consulta para que no se asociara con los actuales casos de corrupción.[111]

### Cataluña
- Cataluña: el expresidente de la Generalidad Pasqual Maragall, sacó a la luz pública las presuntas comisiones que miembros de CiU cobraban en los ayuntamientos donde gobernaban. A cambio de licencias para construir, los cargos de dicho partido hubieran recibido el 3% del precio final de las viviendas.[112] De tal acusación, se retractó inmediatamente.

#### Provincia de Barcelona
- Barcelona: Estafa en la remodelación (PERI) de las Viviendas Gobernador en Barcelona.[113]

- Barcelona: En el marco del caso Palau, la jueza mantuvo la imputación sobre el exconcejal de Urbanismo de la ciudad de Barcelona, Ramón García Bragado, y el exgerente de Urbanismo, Ramón Massagué, y entidades municipales en el gobierno de Xavier Trias. El auto destaca que existen varios indicios de que los ex responsables del Palau de la Música, Fèlix Millet y Jordi Montull, presionaron a varios miembros del Ayuntamiento de Barcelona para hacer el hotel.[114][115]

- La Ametlla: Según publicó el diario El País, Fèlix Millet pagó presuntamente comisiones a políticos del municipio de L'Ametlla del Vallès, que después votaron a favor de una recalificación urbanística de terrenos de su propiedad. En concreto, Millet pagaba cada mes 1500 euros al exalcalde, el independiente Albert Palay, y 900 euros al socio de este, Jaume Codina, de Convergència i Unió, para conseguir la recalificación de unos terrenos en los que construir 55 viviendas.[116][117] En noviembre de 2009, el Juez Juli Solaz decidió instruir tales hechos en una causa separada del caso Palau».[118]

- Sabadell: En noviembre de 2012, el juez del Juzgado N.º 1 de dicha localidad imputó al alcalde, Manuel Bustos Garrido (PSOE) así como a otras 26 personas, en el marco de la Operación Mercurio. Según la Fiscalía, la red organizada desde el consistorio exigía el ingreso de cantidades que variaban en función del presupuesto de la obra –desde un mínimo de 120 000 euros hacia arriba– que servía, posteriormente, para ser repartida "entre los políticos y funcionarios involucrados".[119][120] En enero de 2013, el juez decidió dividir la causa en 31 piezas distintas.[121]

- Santa Coloma de Gramanet: (PSC) El alcalde de la ciudad, Bartomeu Muñoz, junto con el concejal de Urbanismo, han sido detenidos por un posible caso de blanqueo de capitales, tráfico de influencias y cohecho. También se está investigando el Consistorio de Badalona (PSC) y el de San Andrés de Llavaneras (CiU). La operación judicial, está a cargo del juez Baltasar Garzón, y gestionado por la Audiencia Nacional.[122] En marzo de 2013, Manuel Bustos presentó su dimisión de la alcaldía de Sabadell.[123]

#### Provincia de Gerona
- Lloret de Mar: Detenidos el exalcalde Xabier Crespo y el concejal de urbanismo del momento, Josep Valls acusados de recibir favores de la mafia rusa en España.[124]

#### Provincia de Tarragona
- Reus: A partir de la denuncia del partido CUP ante la Audiencia Nacional por la incompatibilidad de cargos de Josep Prat, fueron detenidas nueve personas, entre ellas la primera teniente de alcalde de esta localidad, Teresa Gomis (CiU), por los supuestos delitos de falsedad documental, prevaricación, malversación, soborno, tráfico de influencias y blanqueo de capitales.[125][126]

- Torredembarra: La Guardia Civil detuvo el 26 de junio de 2014 al alcalde de Torredembarra, Daniel Masagué (CiU) y a seis de los nueve integrantes de su junta de Gobierno (integrada por CiU, PP e independientes), entre los que se encuentran los tenientes de alcalde José Oviedo (PP), Francisca Falguera, Santiago Ardevol, Elia Rodríguez e Ignasi Durán. Dichas detenciones se realizaron en el marco de una investigación realizada por el Juzgado N.º 1 de El Vendrell, que investigaba una trama de adjudicaciones corruptas, contratas irregulares y alquileres de difícil justificación.[127]

### Comunidad Valenciana

#### Provincia de Alicante
- Alicante: El Tribunal Superior de Justicia de Valencia imputó a la alcaldesa de Alicante, la popular Sonia Castedo, y a su antecesor en el cargo, Luis Díaz Alperi, por un presunto amaño del Plan de Ordenación Urbana de dicha ciudad, como parte de la investigación del caso Brugal.[128][129]

- Benejama: En marzo de 2015, la Guardia Civil detuvo a siete personas entre ellos un concejal del PP de dicho municipio, por el supuesto desvío de 400 000 euros destinados a la rehabilitación de una torre árabe en el municipio de Beixama.[130]

- Benitachell. El alcalde del municipio de Poble Nou de Benitachell, Juan Cardona, y su primera teniente de alcalde, Hannelore Rheindorf, ambos independientes bajo las siglas del Partido Independiente Democrático de Benitachell (PIDEB), fueron detenidos por la Guardia Civil el 9 de julio de 2008 acusados de un delito de corrupción urbanística.[131]

- Calpe: Una juez de Denia (Alicante) citó a declarar en calidad de imputados al exalcalde de Calpe (Alicante), Joaquín Tur (Bloc) y a Ana Sala, concejal de Urbanismo por el PP, por la comisión de varios presuntos delitos en torno a la expropiación de un solar de 15.000 metros cuadrados en los que el Ayuntamiento instaló un recinto ferial. La juez de Denia quiere conocer ahora si existió un presunta prevaricación en la justipreciación del solar durante el mandato de Tur ( El Jurado Provincial de Expropiación ha valorado el terreno en unos 9500 €, en línea con lo aprobado por el Ayuntamiento bajo la alcaldía de Joaquín Tur (Bloc) y por qué el Ayuntamiento se demoró tres años y siete meses en el cumplimiento legal de enviar el expediente de justiprecio al Jurado Provincial de Expropiación, un deber siempre que no exista acuerdo entre las partes. También investigará si a través del falseamiento de documentos el Consistorio intentó quedarse por el precio más económico posible con una parcela en la que instaló una carpa para 5000 personas, como prueba la sentencia firme de 2014.[132]

- Denia: el exgerente de Urbanismo de este municipio fue imputado por un presunto delito de infidelidad en la custodia de documentos públicos, tras la denuncia presentada por la alcaldesa, la popular Ana Kringe. Se da la circunstancia de que el propio exgerente de Urbanismo denunció a la actual alcaldesa por prevaricación en su despido, así como al concejal de Hacienda por injurias.[133]

- Elche: En junio de 2012, el alcalde de este municipio fue citado a declarar como imputado por la compraventa y posterior recalificación de unos terrenos propiedad de unos familiares suyos.[134] Dicha denuncia se remonta al año 2007.[135]

- Guardamar de la Safor: El alcalde del citado municipio fue imputado en noviembre de 2014, a raíz de una reparcelación forzosa. José Martínez Moncho, del Bloc Nacionalista Valencià, está acusado de los delitos de prevaricación, falsedad documental, actividades prohibidas a funcionarios y estafa.[136][137]

- Ibi: En mayo de 2012, fue imputado el exconcejal de Hacienda del municipio, Miguel Ángel Agüera, por presuntos delitos de malversación de caudales públicos, blanqueo de capitales, negocios prohibidos a los funcionarios y prevaricación.[138] En febrero de 2014, el juzgado mantuvo las imputaciones de Agüera y del también exconcejal José Antonio Onsurbe, que estaban acusados de presuntos delitos de cohecho, en el segundo caso, y de un total de cinco delitos de malversación de caudales públicos, prevaricación, negociaciones prohibidas a los funcionarios, blanqueo de capitales y también cohecho, en el primero, tras levantar el secreto de sumario tres años después.[139]

- Llíber: En diciembre del año 2009, fueron imputados por un delito contra la ordenación del territorio, el alcalde de Llíber en aquellos años, José Mas Avellá, del PP, y el entonces arquitecto técnico municipal, Amador Signes. El Ayuntamiento permitía que en parcelas de menos de 10 000 metros (en esa superficie sí se podía construir una vivienda) se levantaran varios chalés.[140] Por tales hechos, el alcalde y el aparejador municipal de dicho municipio fueron encarcelados durante tres meses.[141]

- San Fulgencio:

Varias son las tramas de corrupción inmobiliaria, de deportes y etc..
habidas en este municipio durante varios decenios continuados, donde los ediles de los distintos partidos políticos del PP y el PSOE se fueron alternando y enriqueciendo de manera lucrativa:
El primer teniente de alcalde y concejal de Hacienda, Manuel Barrera, fue acusado en 2008 de un delito de cohecho[9] al recibir de unos falsos empresarios 5000€ a cambio de impulsar un proyecto urbanístico en la zona. 
Siendo condenado por ello, en 2012.[10]
En esta misma trama, y en una segunda raíz,  el jefe de la Policía Local, Bernardo Cortijo Correas, declaró al ser detenido; que el montaje contra Barrera fue urdido por él y varios otros miembros de la cúpula del Ayuntamiento para provocar la "muerte política" de Barrera, ya que éste les estaba causando problemas en la aprobación de presupuestos y otras cuestiones.[11] 
Cortijo declaró que el concejal de Seguridad, Juan Antonio Gamuz, le ofreció 10000 € como prima si el plan tenía éxito. 
Gamuz, la alcaldesa Trinidad Martínez, el concejal de Urbanismo Mariano Martí, el concejal de Deportes José Antonio González y la Concejala de Cultura Remedios Villena, fueron todos detenidos.
Asimismo, también fue detenido el abogado José Antonio Ramos Calabria, que prestaba regularmente servicios de asesoramiento en el Ayuntamiento, así como en otros Ayuntamientos como el de Orihuela y Bigastro, donde habían sido descubiertas tramas de corrupción.[13] 
Ramos Calabria, era el abogado tanto de la alcaldesa de San Fulgencio como del alcalde de Totana, condenado por cohecho en el Caso Tótem. Finalmente, la causa fue sobreseída para 13 de los 14 imputados.

Nuevamente, la alcaldesa Trinidad Martínez Andrés, (PSOE), en 2015, es condenada por un delito de ordenación del territorio, junto a los ediles José Mora y Mariano Martí, por conceder en el año 2001 una licencia para una "villa deportiva", conociendo el hecho de que su propietario iba a segregar una parte para viviendas, que resultaron de la construcción, entre 2009 y 2010 de un conjunto de varios edificios e inmuebles, con 44 viviendas finalizadas y otras tantas que quedaron sin finalizar su construcción.[15]
La alcaldesa Trinidad Martínez (PSOE) y el ex-edil Vicente Ballester, fueron acusados también en 2016 de tráfico de influencias, prevaricación y negociaciones prohibidas a los funcionarios, al haber aprobado un plan urbanístico con 600 viviendas en la zona conocida como "Los Donises" cuando ambos tenían familiares con terrenos en dicha zona. 
Martínez y Ballester confirmaron haber aprobado el plan y tener familiares con intereses en la zona, aunque fueron absueltos ya que dicha aprobación se hizo tras haber obtenido un informe externo favorable.[16]
El alcalde Carlos Ramírez Sansano (PP) y el edil de deportes Pascual Sampere fueron condenados en 2017 por un delito de prevaricación, al constituir, con personas cercanas al gobierno, un club deportivo para realizar la gestión de las escuelas deportivas municipales y recibir así subvenciones directamente del Ayuntamiento.
La gestión, que hasta 2011 realizaba la empresa que tenía el contrato de servicio, se asignó directamente y sin salida a concurso, a la Asociación Sporting de San Fulgencio, recibiendo ésta las subvenciones incluso antes de que se formalizara el cambio.
El expresidente de la asociación, Antonio Irles, también fue condenado.[17]
Al conocerse la sentencia, Ramírez se negó a dimitir, y tras la presión del Partido Popular, decidió dejar la formación política declarándose independiente, y, 5 de los ediles del Partido Popular fueron expulsados del mismo,  al manifestar su apoyo a Ramírez.
Mientras recurría la sentencia, Ramírez votó a favor de un jugoso y polémico contrato de concesión de recogida de basuras de 16 millones de euros por un periodo de 22 años.[18][19]
Finalmente, dimitió el 2 de mayo de 2018, cumpliendo con la condena judicial impuesta, y que le inhabilita durante ocho años y medio, además de un año y medio de cárcel.
- Teulada: el Juzgado de Denia investiga la concesión de una licencia para un supermercado, realizada en el año 2004. Diez años después, los tribunales anularon la licencia de obras, la ambiental y la de actividad por ser contrarias a la normativa urbanística y medioambiental. Los presuntos responsables de aprobar la construcción de este supermercado, dos antiguos técnicos municipales y dos exconcejales, han sido acusados de dos delitos de prevaricación, uno de carácter general y otro específico.[142]

- Torrevieja: El Tribunal Supremo confirmó la ilegalidad del Paseo Marítimo Juan Aparicio, ya que el mismo se había construido en zona de Dominio Público, incumpliendo la Ley de Costas, e imponiendo una sanción económica al Ayuntamiento de 833 000 euros. Se da la circunstancia, que a raíz de la mala ejecución de dichas obras, una adolescente de dieciséis años quedó tetrapléjica el 30 de junio de 1999, por lo que también se condenó al Ayuntamiento a una sanción de más de 600 000 euros como responsable de dichas obras.[143] En diciembre de 2012, el exalcalde de Torrevieja fue condenado a tres años de prisión por el amaño en la licitación de la contratación del servicio de basuras en dicha ciudad.[144] En julio de 2014, entró en prisión por tales hechos.[145]

- Villajoyosa: La promotora del Hotel Atrium Beach, ha sido sancionada por la Consejería de Territorio y Vivienda de la Comunidad Valenciana por un exceso de edificabilidad, sanciones sobre la base de las cuales la promotora tiene que derribar 14 470 metros cuadrados del hotel, además de hacer frente a una multa de 12 millones de euros.[146] Finalmente el Tribunal Supremo le impone una multa de 3,8 millones de euros.[147]

#### Provincia de Valencia
- Manises: Enrique Crespo Calatrava, exalcalde de la citada localidad, se encuentra imputado por el caso EMARSA. La Fiscalía y la Abogacía de la Generalidad sostienen que Crespo ocultó que había ganado 12,3 millones de euros en la Lotería de Navidad de 2011 “para eludir el posible embargo de su patrimonio”. Aquel embargo, aunque sin el dinero de la lotería, acabó produciéndose para cubrir su supuesta responsabilidad en el desvío de 23 millones de euros de la Entidad Metropolitana de Aguas Residuales Sociedad Anónima (Emarsa), de la que Crespo también era presidente.

- Montroy: El 3 de febrero de 2009 es detenido el que fuera alcalde de la localidad, Javier Carrión, del PP por delito urbanístico y prevaricación.[148]

- Valencia: la Asociación de vecinos del barrio de El Cabanyal, lleva años oponiéndose al plan de la Corporación municipal de demoler parte del barrio y ampliar la Avenida Blasco Ibáñez hasta llegar a la playa.[149]

- Valencia: En abril de 2015, fue detenido un funcionario del Ayuntamiento de Valencia, por presuntamente cobrar por la agilización de la tramitación de licencias urbanísticas y de expropiaciones.

- Játiva: En mayo de 2015, Alfonso Rus Terol, el que fuera alcalde del citado municipio y presidente de la Diputación de Valencia, apareció en diversas grabaciones publicadas en los medios de comunicación, recibiendo sobornos a cambio de obras públicas y otros servicios.[150][151] Por tales hechos, fue expulsado del Partido Popular cinco días después.[152]

#### Provincia de Castellón
- Villarreal: El alcalde de la citada localidad, D. Manuel Vilanova, fue Condenado en 2006 a un año y seis meses de prisión, así como a ocho años de inhabilitación especial para empleo o cargo público por un delito de prevaricación.[153]

- Borriol : En febrero de 2015 fue procesado el número dos de la Diputación de Castellón, por la expropiación de los terrenos en que se iba a construir la depuradora de la citada localidad. El caso se había hecho público tras la denuncia del grupo Compromís en Borriol, el mismo día en el que iba a probarse en el pleno del municipio la expropiación de los terrenos para la depuradora, a un precio, "seis veces mayor al normal" y a una empresa, Franvaltur, que resultó ser propiedad de los hijos de Martínez y en la que este también poseía parte del accionariado.[154]

### Galicia

#### Provincia de La Coruña
- Caso Orquesta: En 2011 se detiene a los alcaldes de Cee, Finisterre y Mazaricos y a una constructora de Mugía de Daniel Ogando por cohecho y prevaricación en adquisiciones de solares.[155]

- Orense: Caso Pokémon. La operación estalló el 20 de septiembre de 2012 con la detención de los entonces alcaldes de Orense, Francisco Rodríguez (PSdeG); y de Boqueijón, Adolfo Gacio (PPdeG); y del expresidente de la Confederación Hidrográfica Miño-Sil Francisco Fernández Liñares, así como otras 100 personas más.[156]

- Sangenjo: En noviembre de 2013, el Juzgado número 2 de Cambados acusó de los delitos de cohecho –percepción de sobornos–, prevaricación urbanística y tráfico de influencias al que fue gerente de urbanismo y arquitecto municipal de Sangenjo, Rafael Vázquez Abal, así como a una asesora suya, Ana Belén Louro Pais. Hasta 13 técnicos y políticos del área de Urbanismo de dicha localidad fueron imputados por tales hechos. Es importante precisar que la causa seguida contra Ana Belén Louro Pais fue archivada mediante auto de sobreseimiento libre dictado por el Juzgado de Cambados y que en ningún momento se formuló escrito de acusación contra ella, por lo que formalmente nunca tuvo la condición procesal de acusada. Un auto de sobreseimiento libre se dicta cuando el tribunal considera que no existen indicios de que el comportamiento de una persona, en este caso de Ana Belén Louro Pais, sea merecedora de reproche penal, es decir, no se aprecia por el tribunal que Ana Belén Louro Pais haya cometido delito alguno.[157][158]

#### Provincia de Lugo
- Lugo: En el marco de la Operación Pokémon, fue imputado el alcalde de Lugo.[159][160]

#### Provincia de Orense
- Orense: el día 19 de septiembre de 2012 es detenido el alcalde de Orense, acusado de los delitos de alzamiento de bienes, blanqueo de capitales y tráfico de influencias.[161]

### Comunidad de Madrid
- Boadilla: En enero de 2015, la Agencia Tributaria acusó al alcalde de esta localidad Arturo González Panero (PP) de ocultar al menos 774 000 euros en China con facturas falsas de muebles. Para ello simuló, según el fisco, la adquisición de «16 400 tableros, 15 000 soportes de mesa y 8000 sillas de abedul macizo».[162] Según Hacienda, dicho dinero procedería de la trama Gürtel.[163] En abril de 2015, el Tribunal Supremo anuló el Plan de Ordenación Municipal de dicho municipio, que duplicaba la previsión de población de dicho municipio.[164]

- Brunete: el director general de Urbanismo de la Comunidad de Madrid, Enrique Porto (PP), dimitió después de que el PSOE le acusara de tener intereses personales en el desarrollo del Plan General de Urbanismo de Brunete (Madrid).[165]

- Getafe: La concejal de obras de Getafe declara en los juzgados como imputada por un caso de presunta corrupción urbanística[166]

- Las Rozas de Madrid: Las confesiones de David Merino, ex director general de DICO.[167] En julio de 2014, el actual alcalde de Las Rozas de Madrid, José Ignacio Fernández Rubi (PP) fue imputado por un delito urbanístico. El litigio se remonta a cuando José Ignacio Fernández era el alcalde de Guadarrama. Contactó allí con el empresario Luis Álvarez García que tenía una parcela en pleno centro de la localidad, al que le ofreció permutar los terrenos por otros en las afueras del casco urbano y por una concesión de un supermercado en la futura plaza de toros por un periodo de 25 años, según fuentes judiciales.[168] En abril de 2015, fue imputado por tercera vez, en esta ocasión por un delito contra la ordenación del territorio al permitir la construcción de un aparcamiento en superficie en una parcela del centro de Guadarrama, pese a que se encontraba en una zona protegida y sobre la que no se podía construir.[169]

- Lozoyuela: Reclasificación irregular de la dehesa de Lozoyuela[170]

- Madrid: La Guardia Civil desmanteló en la Operación Guateque una trama de funcionarios del Ayuntamiento que exigía dinero a cambio de acelerar las licencias de actividad a diversos locales de ocio y restauración en dicha ciudad. De resultas de dicha operación, se detuvieron a 16 funcionarios y técnicos de dicho Ayuntamiento.[171]

- Villanueva de la Cañada: el alcalde, Luis Partida (PP), ordenó en 1997 la compra de una finca de los constructores Francisco Bravo y Francisco Bravos Vázquez, que apoyaron al 'tránsfuga' Eduardo Tamayo Barrena cuando en 2003 impidió la formación de un gobierno del PSOE en Madrid junto a María Teresa Sáez. Los constructores compraron la parcela en 268 674 euros, y meses después, el ayuntamiento en 963 349 euros. Los Bravo recibieron a cambio suelo municipal tasado en 965 899 euros, que vendieron en tres meses por 2,5 millones, según El País. En un auto de fecha 16 de enero de 2006, el Juzgado de Instrucción n.º 2 de Móstoles ha decidido inhibirse en favor del número 4 de la misma localidad en relación con las diligencias previas 6598/2006 iniciadas a partir de la presentación de una querella criminal de la Fiscalía Anticorrupción en relación con el llamado caso Porto Rey en Villanueva de la Cañada. El motivo de la inhibición es que se ha comprobado que existe una denuncia anterior, de febrero de 2005, de Ecologistas en Acción que estaba en trámite en el Juzgado de Instrucción n.º 4 de Móstoles. Dicha denuncia había pasado inadvertida inicialmente para el Decanato de los Juzgados. Ecologistas en Acción denunció el 20 de febrero de 2005 una larga lista de irregularidades en el proceso de aprobación de los Planes Parciales del sector 1 “Los Pocillos” y también del sector 3 “El Castillo” de Villanueva de la Cañada. Entre ellas estaba la recalificación de facto de montes preservados y de áreas del Parque Regional del Guadarrama, el aumento de la edificabilidad que ello comportaba y la falta de informes ambientales básicos en el procedimiento de aprobación.[172]

### Región de Murcia
- Cartagena: El delegado del Gobierno en Murcia, la alcaldesa de Cartagena y otros cinco altos cargos del PP en esa comunidad fueron imputados en junio de 2014 por un presunto caso de corrupción urbanística. La justicia les acusaba de "volar por los aires las leyes" por aprobar en un humedal protegido un plan para levantar 10 000 viviendas, hoteles y campos de golf en el conocido como caso Novo Carthago.[173][174]

- Caravaca de la Cruz: En octubre de 2014, más de 30 personas fueron imputadas, entre ellas el alcalde del citado municipio, Fernando Aranda, así como el que fuera concejal de Urbanismo del municipio, Amador López, actualmente secretario general de la consejería de Fomento y Obras Públicas de Murcia, y el subdirector general de Urbanismo y Ordenación del Territorio, José María Ródenas por un presunto delito de prevaricación urbanística en la recalificación de una finca denominada "El Roblecillo". El caso se encontraba bajo secreto de sumario desde junio de 2013, cuando la Guardia Civil registró el ayuntamiento de Caravaca de la Cruz y se incautó de numerosa documentación relacionada con la construcción de 8000 viviendas y un campo de golf en un paraje protegido a las afueras de la localidad.[175][176]

- Cieza: el alcalde, Antonio Tamayo (PP), ha sido denunciado por falsedad en documento público y prevaricación en relación con el 'caso Golf Benís', unos convenios urbanísticos para recalificar 270 hectáreas y construir 5000 viviendas y un campo de golf que podrían haber beneficiado al primer edil, su nuera (propietaria de la mayoría de los terrenos) y la concejala de Urbanismo (hermana de la nuera del alcalde), entre otros. En este municipio, Greenpeace denuncia la recalificación de 20 millones de metros cuadrados para su urbanización. El alcalde, Antonio Tamayo declaró además en el Juzgado número 3 de Cieza por el denominado caso Cláufer, por la presunta concesión irregular de una licencia de ampliación a una granja porcina ilegal propiedad del jefe de Sanidad Animal de la comunidad autónoma, tras observar indicios de una supuesta prevaricación y tráfico de influencias. También están citados a declarar la responsable de Urbanismo y dos técnicos municipales.[177]

- San Javier: el gobierno autonómico es responsable de la construcción de un puerto deportivo de 1000 amarres que supone un importe de 6000 millones de pesetas. Están en marcha dos contenciosos administrativo presentados por el Ministerio de Medio Ambiente, ANSE y Greenpeace contra el Gobierno Regional, por actuar en Dominio Público Terrestre. El juez ha paralizado de forma cautelar el proyecto mientras dura el proceso. También en San Javier el PSRM-PSOE ha presentado una querella contra el alcalde de la localidad, José Hernández, del PP, por las presuntas relaciones mercantiles del primer edil con las principales promotores que construyen en el municipio.[178]

- Librilla: cinco personas fueron detenidas en el marco de una operación contra una supuesta trama de corrupción urbanística, en la que están implicados el exfuncionario de la comunidad autónoma José Luis Cano y el ingeniero de caminos Domingo Peñalver, ambos encargados de redactar el Plan General de Ordenación Municipal (PGOM) de Librilla.[179]

- Murcia: la titular del Juzgado de Instrucción número 4 de Murcia ha decidido admitir a trámite la querella presentada por el fiscal jefe del TSJ de Murcia, Manuel López Bernal, contra el exjefe de Planeamiento de la Gerencia de Urbanismo del ayuntamiento de Murcia, Joaquín Peñalver, en la actualidad en excedencia. Bernal denunciaba que Peñalver habría favorecido a varias constructoras en la valoración del suelo. Además, el Colegio de Arquitectos abrió un expediente al arquitecto municipal hace más de un año, por presunta incompatibilidad entre su puesto en la Gerencia de Urbanismo y la actividad profesional del estudio de su familia. Esta presunta incompatibilidad fue denunciada por seis estudios de arquitectos. Según un informe hecho público por el PSOE en marzo y elaborado por los colegios de arquitectos, tras hacer una valoración de la edificabilidad de uno de los convenios de la zona norte suscrito por el equipo de gobierno con las empresas Urbamur, Visionaria y Obralia, que el Ayuntamiento de Murcia dejará de ingresar en las arcas municipales más de 126 millones de euros.[180][181]

- Murcia: En diciembre de 2014, el juez del caso Umbra levantó el secreto del sumario de dicho caso. Según la instrucción, se investiga una trama de corrupción urbanística relacionada con la firma de convenios urbanísticos en la zona Norte de dicha ciudad. En dicha trama estaría implicado el alcalde de la ciudad, Miguel Ángel Cámara (PP).[182][183]

- Murcia:En octubre de 2015, la policía nacional detuvo a ocho funcionarios del Ayuntamiento de Murcia, por su presunta relación con supuestos delitos que se habrían cometido con la instalación de esculturas de renombrados artistas en rotondas del municipio. El Fiscal Anticorrupción investigaba desde hacía un año cómo se gestionaron y abonaron esas obras, ya que existen datos que apuntan a que se hizo una especie de 'todo incluido', por el que el adjudicatario del proyecto de la rotonda tenía que contemplar en el presupuesto el valor de la escultura.[184]

- Murcia: En enero de 2016 la justicia abrió diligencias para investigar a Ramón Luis Varcarcel, así como al exconsejero de Agricultura, Antonio Cerdá; el exconsejero de Obras Públicas (y actual alcalde de Murcia), José Ballesta; o el exconsejero y exdelegado del Gobierno, Joaquín Bascuñana, entre otros.  Según la denuncia, en la región había una presunta red con una trama piramidal, con Valcárcel al frente de ella, que permitió a los ayuntamientos de la región la recalificación de más de 180 millones de metros cuadrados, una recalificación que considera ilegal.[185]

- Totana. La Guardia Civil detuvo a seis personas por una supuesta trama de recalificación de terrenos en dicho municipio. Entre los imputados se encuentra el exalcalde. Actualmente, dicho caso está en fase de instrucción sumarial.[186] Por dicho caso, el exalcalde de este municipio se enfrentaría a 10 años de prisión.[187]

- Torre Pacheco. El alcalde de Torre Pacheco (Murcia), Daniel García Madrid, del PP, detenido, está acusado de presuntos delitos de malversación de caudales públicos y prevaricación, informaron fuentes de la investigación. Además, han sido llamados a declarar, en calidad de imputados, José Luis Hernández de Arce, presidente del grupo empresarial Polaris World, y Juan Marcos Fernández Ferrugia, que hasta hace un año fue el director financiero del citado grupo.[188]

### Navarra
- Valle de Egüés: el exalcalde Ignacio Galipienzo, de Unión del Pueblo Navarro (UPN), dimitió a finales de 2003 por el escándalo de un cobro de comisiones por la venta de una parcela en Gorraiz de uso escolar a la constructora Construcciones Flores para erigir un hotel. En noviembre de ese año, el juez encargado del caso dio por cerrada la instrucción y atribuyó a Galipienzo un delito de cohecho y seis de prevaricación, e imputó a otras nueve personas.[189][190]

### Ceuta y Melilla
- Ceuta: En febrero de 2015 la Unidad Central Operativa de la Guardia Civil detuvo a quince personas acusadas de amañar contratos de obra pública, en el marco de la «Operación Tosca». Según la Guardia Civil, se trataría de una trama organizada entre políticos del PP, funcionarios y empresarios que adjudicaban obras a determinadas empresas a cambio de prebendas o puestos de trabajo para sus familiares. Entre las empresas implicadas figuraban Eulen, Himosa, la filial del Canal de Isabel II, Hispanagua SAU y Proyectos Melilla SA, empresa pública del gobierno de Melilla.[191][192][193][194]